# Noll-Gletscher
Der Noll-Gletscher ist ein etwa 32 km langer Gletscher im Norden des ostantarktischen Viktorialands. Er fließt vom Jones-Nunatak in den Wilson Hills zunächst in nordöstlicher Richtung, biegt dann am Wegert Bluff in nordwestlicher Richtung ab und mündet kurz vor Erreichen der Somow-See in den Tomilin-Gletscher.
Der United States Geological Survey kartierte ihn anhand von Vermessungen und Luftaufnahmen der United States Navy zwischen 1960 und 1964. Das Advisory Committee on Antarctic Names benannte ihn 1970 nach Major Edmund P. Noll vom United States Marine Corps, Lufttransportoffizier und Kommandeur einer Lockheed C-130 Hercules der Flugstaffel VX-6 bei der Operation Deep Freeze im Jahr 1968.